# Gariepdammen
Gariepdammen (afrikaans: Gariepdamm) är en damm med ett vattenkraftverk i Oranjefloden i Fristatsprovinsen i Sydafrika.
Byggnationen av den 948 meter långa dammen började år 1962 som en del av ett bevattningsprojekt som skulle överföra vatten från Oranjefloden till Östra Kapprovinsen genom bevattningstunneln Orange–Fish. Dammen uppkallades  ursprungligen efter initiativtagaren, premiärminister Hendrik Verwoerd, men fick  sitt nuvarande namn 4 oktober 1996 efter att apartheid hade avskaffats.
Kraftverkets första turbin togs i drift i september 1971 och den fjärde och sista i februari 1977. Det statliga energibolaget Eskom är operatör.